# Teenage Time Killers
Teenage Time Killers est un supergroupe de crossover thrash américain. Il est formé en février 2014 par Mick Murphy (guitariste de My Ruin) et Reed Mullin (batteur du groupe Corrosion of Conformity). Le nom du groupe fait référence à la chanson de Rudimentary Peni. Leur premier album se nomme Teenage Time Killers: Greatest Hits Vol. 1, enregistré dans le studio de Dave Grohl (Studio 606 à Los Angeles). Il est sorti le 28 juillet 2015 chez Rise Records, avec qui le groupe a signé en décembre 2014.

## Biographie
Teenage Time Killers est formé en février 2014 par le guitariste du groupe My Ruin, Mick Murphy et le batteur de Corrosion of Conformity, Reed Mullin. Les membres invités incluent Dave Grohl (ancien batteur de Nirvana et actuel chanteur des Foo Fighters), Stephen O'Malley (de Sunn O))) et Burning Witch), Corey Taylor (chanteur de Slipknot et fondateur de Stone Sour), Nick Oliveri (ancien bassiste de Queens of the Stone Age), Jello Biafra (ancien chanteur pour Dead Kennedys, actuellement avec The Guantanamo School of Medicine), Matt Skiba (chanteur et guitariste d'Alkaline Trio et guitariste et chanteur de Blink-182) et Randy Blythe (chanteur de Lamb of God),. Le nom du groupe fait référence à la chanson de Rudimentary Peni. Leur premier album, intitulé Teenage Time Killers: Greatest Hits Vol. 1, est enregistré au Studio 606 de Grohl, et est publié le 28 juillet 2015 au label Rise Records avec qui le groupe signe en décembre 2014. L'album comprend leur version du poème Ode to Hannity de John Cleese, chantée par Biafra. Mullin ne pense pas que le groupe effectuera de tournée, mais pense peut-être faire une apparition au Jimmy Kimmel Live!.

## Membres

### Membres actuels
- Reed Mullin – batterie, chant
- Mick Murphy – guitare, basse

Invité dans Teenage Time Killers: Greatest Hits Vol. 1
- Dave Grohl – basse
- Greg Anderson – guitare
- Brian Baker – guitare
- Pat « Adam Bomb » Hoed – basse
- London May – batterie
- Mike Schaefer – guitare
- Mike Dean – basse
- Corey Taylor – chant
- Randy Blythe – chant
- Matt Skiba – chant
- Neil Fallon – chant
- Jello Biafra – chant
- Lee Ving – chant
- Mike « IX » Williams – chant
- Tommy Victor – chant
- Karl Agell – chant
- Pete Stahl – chant
- Vic Bondi – chant
- Aaron Beam – chant
- Clifford Dinsmore – chant
- Phil Rind – chant
- Tairrie B. Murphy – chant
- Tony Foresta – chant
- Trenton Rogers – chant
- Pat Smear – guitare, basse
- Woody Weatherman – guitare
- Jim Rota – guitare
- Jason Browning – guitare
- Nick Oliveri – basse
- Jonny Webber – composition
- John « Lou » Lousteau – batterie